# Peristerium

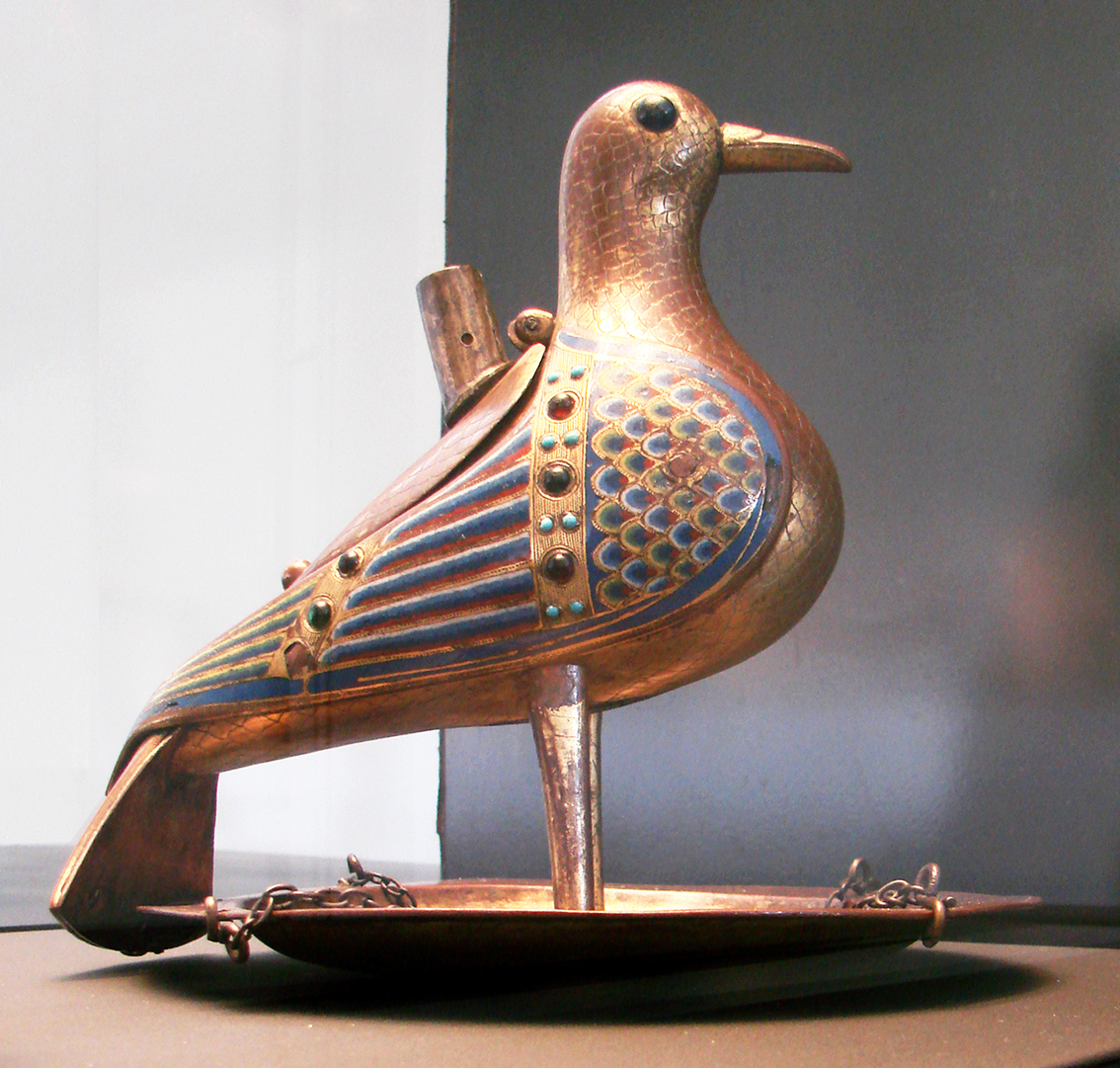
Hostientaube aus Limoges, vergoldet, Grubenschmelz, Halbedelsteine und Kette; 1210–1220

Ein Peristerium (von griechisch περιστερά peristera, deutsch ‚Taube‘), auch Columba, Hostientaube oder eucharistische Taube genannt, ist ein Ziborium in Form einer Taube, das zur Aufbewahrung des Allerheiligsten dient.

## Geschichte
Beim Peristerium handelt es sich um einen goldenen oder silbernen Behälter, der in mittelalterlichen Kirchen zur Aufbewahrung des Allerheiligsten diente. Die konsekrierten Hostien befanden sich in einer Pyxis, die durch eine Klappe im Rücken der Taube eingelegt werden konnte.
Ein erster Hinweis auf taubenförmige Behälter für Hostien ist in einer Niederschrift von Tertullian zu finden. Auch in den Viten des Kirchenvaters Basilius und des heiligen Innozenz I. sowie im Liber Pontificalis Papst Silvesters (314–335) werden entsprechende Behälter erwähnt. Eine Blütezeit erlebten die Peristerien seit dem 11. bis zum Ende des 13. Jahrhunderts, bis sie im 14/15. Jahrhundert von den Sakramentshäusern als Aufbewahrungsort des Allerheiligsten abgelöst wurden. Die Taube und andere Hostienbehälter wurden meist über dem Altar schwebend aufgehängt.

### Hostientauben aus Limoges

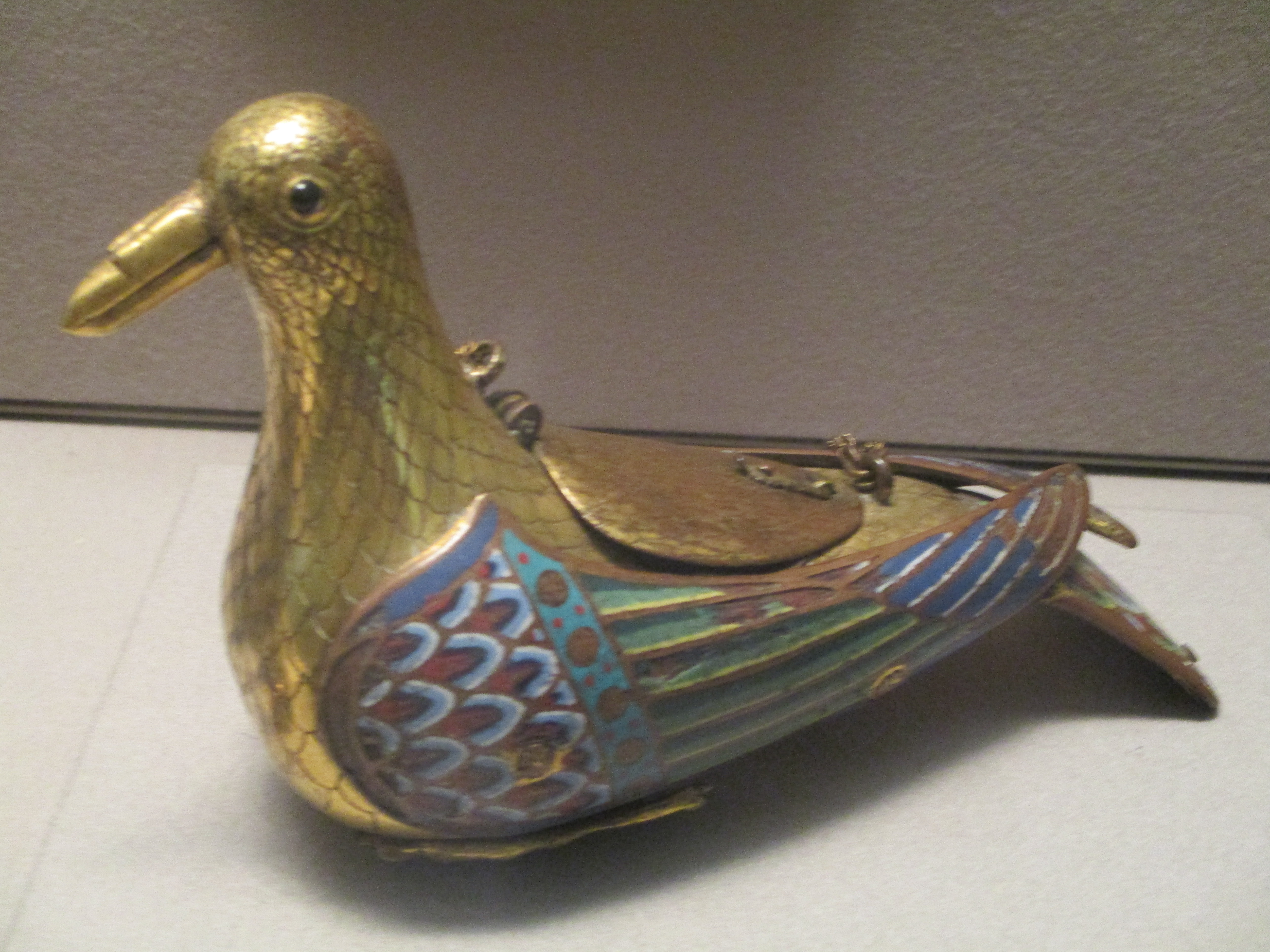
Hostientaube aus Limoges, musée du Louvre.

Hostientauben mit Einlegearbeiten aus Email waren eine Spezialität der Goldschmiedewerkstätten von Limoges, das sich im 12. Jahrhundert zu einem herausragenden Zentrum für Emailkunst entwickelt hatte. Die dort hergestellten liturgischen Gefäße waren in ganz Europa verbreitet, wozu auch die Lage der Stadt am Jakobsweg förderlich war. Die Tauben aus Kupfer waren mit einer Mulde mit Deckel versehen, in der die Hostien aufbewahrt werden konnten, ebenso mit Vorrichtungen, die ein Aufhängen der Tauben erlaubten. Hergestellt wurden sie seit der Wende des 12. Jahrhunderts, ein starker Aufschwung der Produktion begann dann im Laufe des 13. Jahrhunderts. In der Regel hatten die vergoldeten Tauben Einlagen aus Grubenschmelz an Schwanz, Flügel und Fußplatten in den für Limoges typischen Farben Weiß, Blau und Grün, gelegentlich auch mit Beigaben von Rot und Gelb, in einzelnen Exemplaren sind an den Querbändern der Flügel Edelsteine eingepasst.

## Taube als religiöses Symbol
Im Alten Testament zeigte die Taube das Ende der Sintflut an. Als Opfertier der Armen wird sie bereits beim Bundesopfer Abrahams genannt (Gen 15,9 ). Tauben wurden als Opfertiere im Vorhof des Tempels gehalten und konnten dort erworben werden (Mt 21,12 , Mk 11,15 , Joh 2,14–16 ). Ein solches Paar Tauben opferten auch Maria und Josef beim Reinigungsopfer nach der Geburt Jesu.
Im Neuen Testament und in der christlichen Ikonographie symbolisiert die Taube den Heiligen Geist (Mt 3,16 ). Als Symbol der Auferstehung wurden Tauben auch in die Gräber der Märtyrer gelegt und auch Grablampen in Taubenform waren üblich.

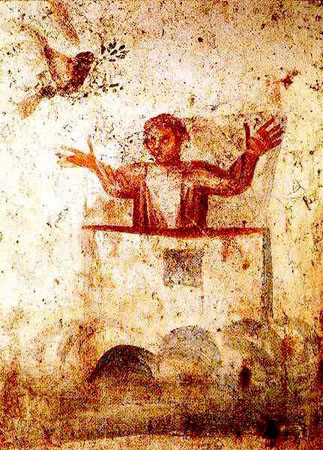
Die Arche, Noah und die Taube, Wandmalerei in einer christlichen Katakombe, 2. Jh. n. Chr.
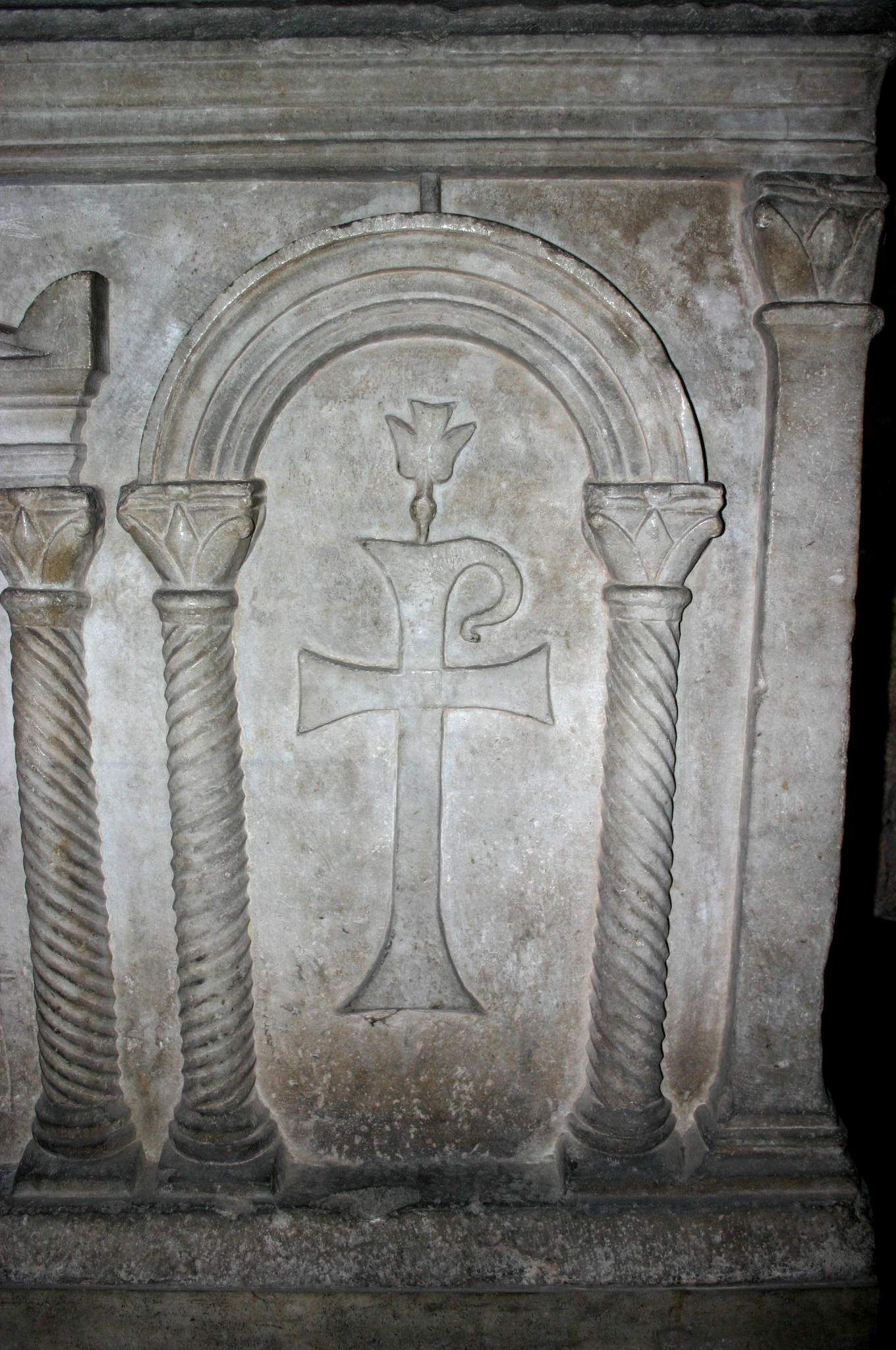
Sarkophag aus dem 3. Jh. nach Chr., mit Christusmonogramm und Taube